# Clostridium aceticum
Clostridium aceticum è una specie di batterio appartenente alla famiglia delle Clostridiaceae.